# آرکتیا
آرکتیا (انگلیسی: Arctia) شرکت ترابری فنلاندی است، که در سال ۲۰۱۰ تأسیس شد.